# Mike Michaud
Michael Herman Michaud (sinh ngày 18 tháng 1 năm 1955) là một doanh nhân và chính khách người Mỹ đến từ Maine  Michaud từng là Đại diện Hoa Kỳ cho Khu vực quốc hội số 2 của Maine 2003 đến 2015. Ông là thành viên của Đảng Dân chủ. Khu vực nông thôn chủ yếu bao gồm gần 80% của tiểu bang theo khu vực và bao gồm các thành phố  Lewiston, Auburn, Bangor, và Presque Isle. Đây là khu vực quận quốc hội lớn nhất theo khu vực phía đông Mississippi River.
Michaud trước đây là Chủ tịch Thượng viện Maine. Ông đã làm việc trong hơn hai thập kỷ tại Công ty Giấy lớn miền Bắc và vẫn là thành viên của United Steelworkers. Ông là một trong số ít thành viên của Quốc hội trong nhiệm kỳ chưa từng học đại học. Tuy nhiên, ông đã tham dự Chương trình Chính phủ của Trường John F. Kennedy dành cho Giám đốc điều hành cấp cao trong Chính quyền bang và địa phương tại Đại học Harvard. Ông cũng đã được trao bằng Tiến sĩ Dịch vụ Công cộng danh dự của Unity College Maine, Husson College và Học viện Hàng hải Maine.
Michaud, người nói được một ít tiếng Pháp, là người Mỹ gốc Pháp đầu tiên được bầu vào văn phòng liên bang Hoa Kỳ từ Maine. Ông đã được bầu làm đồng chủ tịch của Quốc hội Pháp Caucus vào tháng 1 năm 2011.
Michaud là ứng cử viên Dân chủ cho Thống đốc Maine trong cuộc bầu cử năm 2014. Mặc dù ban đầu được coi là một yêu thích của một số nhà phân tích vì lý do phổ biến chung của Paul LePage đương nhiệm, ông đã thua bởi một biên độ lớn hơn dự kiến.  Ông hiện đang giữ một vị trí trong Hội đồng Tuyển chọn East Millinocket.

## Đời tư
Michaud công khai là người đồng tính trong một bài xã luận phát hành cho Portland Press Herald, Bangor Daily News và Associated Press vào ngày 4 tháng 11 năm 2013; tuy nhiên ông nói rằng ông chưa bao giờ có một bạn đời lãng mạn. Ông là nghị sĩ LGBT công khai đầu tiên phục vụ bang Maine; ông là một trong bảy thành viên hiện tại của Hạ viện Hoa Kỳ được công khai LGBT, và là một trong tám người trong cả hai viện của Quốc hội.  Nếu ông được bầu làm Thống đốc, ông sẽ trở thành Thống đốc đồng tính công khai đầu tiên tại Hoa Kỳ vào thời điểm bầu cử (Thống đốc Jim McGreevey của New Jersey xuất hiện sau khi ông nhậm chức).
Michaud từng là Đại nguyên soái cho cuộc diễu hành Portland Pride 2014 vào ngày 21 tháng 6.